# Предраг Мирчетић
Предраг Мирчетић (Београд, 1978) књижевни је теоретичар и историчар, и некадашњи професор (доцент) прегледа опште књижевности Универзитета у Београду. У свом научно-истраживачком раду Мирчетић се највише бавио опусом Оскара Вајлда. Године 2017. издао је за Службени гласник студију Е(сте)тика Оскара Вајлда, која сучељава два виђења енглеског писца – Вајлда критичара и Вајлда уметника.
Од 2003. до 2008. године уређивао је рубрику Адаптација у Студентском часопису за књижевност, и добио Награду града Београда за стваралаштво младих у области науке 2004. године.
Године 2016. објавио је и збирку есеја 3+3, о драми, позоришту и филму, у којој се бавио стваралаштвом Бертолда Брехта, Августа Боала, Хенрика Ибсена и других.

## Дела
- Е(сте)тика Оскара Вајлда, Службени гласник, Београд, 2017.
- 3+3, есеји о драми, позоришту и филму, ауторско издање, 2016.